# RideLondon Classique
A RideLondon Classique é uma corrida ciclista feminina profissional britânica de um dia que se disputa anualmente em Londres e seus arredores, no mês de julho. É a versão feminina da corrida de nome similar denominada como RideLondon-Surrey Classic.
A corrida iniciou no ano 2013 como uma corrida de exibição (Critérium) e partir do ano 2016 entrou a fazer parte faz parte do UCI Women's World Tour.

## Palmarés
| Ano  | Vencedor          | Segundo        | Terceiro           |           |
| ---- | ----------------- | -------------- | ------------------ | --------- |
| 2013 | Laura Trott       | Hannah Barnes  | Loren Rowney       |           |
| 2014 | Giorgia Bronzini  | Marianne Vos   | Lizzie Armitstead  |           |
| 2015 | Barbara Guarischi | Shelley Olds   | Annalisa Cucinotta |           |
| 2016 | Kirsten Wild      | Nina Kessler   | Leah Kirchmann     |           |
| 2017 | Coryn Rivera      | Lotta Lepistö  | Lisa Brennauer     |           |
| 2018 | Kirsten Wild      | Marianne Vos   | Elisa Balsamo      |           |
| 2019 | Lorena Wiebes     | Elisa Balsamo  | Coryn Rivera       |           |
| 2020 | cancelado         | cancelado      | cancelado          | cancelado |
| 2021 | cancelado         | cancelado      | cancelado          | cancelado |
| 2022 | Lorena Wiebes     | Elisa Balsamo  | Emma Norsgaard     |           |
| 2023 | Charlotte Kool    | Chloé Dygert   | Lizzie Deignan     |           |
| 2024 | Lorena Wiebes     | Charlotte Kool | Lotte Kopecky      |           |

## Palmarés por países
Atualizado após edição de 2023
| País           | Vitórias |
| -------------- | -------- |
| Países Baixos  | 5        |
| Itália         | 2        |
| Reino Unido    | 1        |
| Estados Unidos | 1        |